# 111. Kongress der Vereinigten Staaten
Der 111. Kongress der Vereinigten Staaten ist die Legislaturperiode von Repräsentantenhaus und Senat in den Vereinigten Staaten zwischen dem 6. Januar 2009 und dem 3. Januar 2011. Der Kongress tagte in der amerikanischen Bundeshauptstadt Washington, D.C.
Die Abgeordneten des Repräsentantenhauses sowie 33 Senatoren (Klasse I) wurden in den Kongresswahlen vom 4. November 2008 gewählt.
Bei den Kongresswahlen am 4. November in Georgia verfehlten Saxby Chambliss (Republikaner) und Jim Martin (Demokrat) die erforderliche 50-Prozent-Marke und mussten sich einem zweiten Wahlgang stellen. Chambliss gewann mit 57 Prozent der Stimmen.
In Minnesota wurde wegen eines knappen Wahlausgangs am 4. November eine Neuauszählung der Stimmen veranlasst. Mit der Konstituierung des 111. Kongresses im Januar 2009 erlosch das Mandat des Republikaners Norm Coleman, so dass der Sitz des Class 1-Senators aus Minnesota vakant war. Die danach mehrfach durchgeführte Nachzählung ergab mit dem Stand vom 1. Juni 2009 eine Mehrheit von 312 Stimmen für den demokratischen Kandidaten Al Franken. Das Ergebnis der Wahlkommission wurde vom bisherigen Amtsinhaber Coleman vor Gericht angefochten. Ein Urteil in erster Instanz erging zugunsten des demokratischen Kandidaten Franken. Der Oberste Gerichtshof des Bundesstaates entschied am 30. Juni 2009 zugunsten von Al Franken. Damit hatten die 58 Demokraten zusammen mit den zwei Unabhängigen, die mit ihnen eine Fraktionsgemeinschaft bilden, eine sogenannte „Supermehrheit“ im Senat, mit der sie ein Filibustern beenden konnten. Nach dem Sieg des Republikaners Scott Brown bei der durch den Tod von Edward Kennedy notwendigen Nachwahl in Massachusetts betrug das Stimmenverhältnis im Senat wieder 59:41.
Am 2. Juni 2009 nominierte US-Präsident Barack Obama den republikanischen Kongressabgeordneten John M. McHugh vom 23. Kongresswahlbezirk des Bundesstaates New York zum neuen Secretary of the Army (Armeestaatssekretär). Nach seiner Bestätigung durch den Senat gab McHugh sein Mandat als Repräsentant auf, sodass eine Nachwahl erfolgte. Am 3. November 2009 siegte der Demokrat Bill Owens über den mehrheitlich von den Republikanern unterstützten Doug Hoffman (Conservative Party).
Am 22. Dezember 2009 wechselte der 2008 neu gewählte Abgeordnete Parker Griffith aus Alabama von den Demokraten zu den Republikanern.

## Gesetzgebung

### Verabschiedet

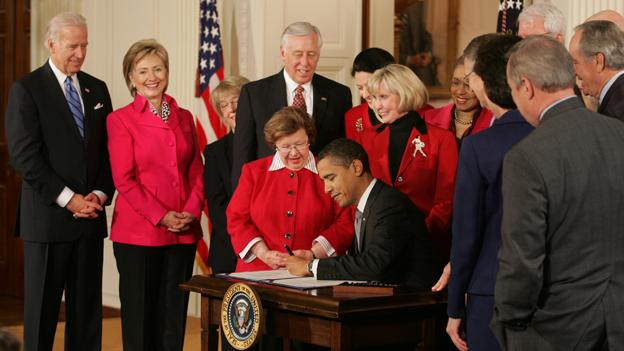
Präsident Obama unterschreibt den Lilly Ledbetter Fair Pay Act of 2009

- 29. Januar 2009: Lilly Ledbetter Fair Pay Act of 2009, Pub.L. 111-2
- 4. Februar 2009: Children’s Health Insurance Program Reauthorization Act, Pub.L. 111-3
- 17. Februar 2009: American Recovery and Reinvestment Act, Pub.L. 111-5
- 11. März 2009: Omnibus Appropriations Act, Pub.L. 111-8
- 30. März 2009: Omnibus Public Land Management Act, Pub.L. 111-11
- 21. April 2009: Edward M. Kennedy Serve America Act, Pub.L. 111-13
- 20. Mai 2009: Helping Families Save Their Homes Act, Pub.L. 111-22
- 22. Mai 2009: Weapon Systems Acquisition Reform Act, Pub.L. 111-23
- 22. Mai 2009: Credit CARD Act, Pub.L. 111-24
- 22. Juni 2009: Family Smoking Prevention and Tobacco Control Act, Abschnitt A von Pub.L. 111-31
- 24. Juni 2009: Supplemental Appropriations Act (errichtet das Car Allowance Rebate System) Pub.L. 111-32
- 28. Oktober 2009: National Defense Authorization Act for Fiscal Year 2010, including the Matthew Shepard Act, Pub.L. 111-84
- 6. November 2009: Worker, Homeownership, and Business Assistance Act, Pub.L. 111-92
- 12. Februar 2010: Statutory Pay-As-You-Go Act, as Title I of Pub.L. 111-139
- 4. März 2010: Travel Promotion Act, Abschnitt 9 von Pub.L. 111-145
- 18. März 2010: Hiring Incentives to Restore Employment Act, Pub.L. 111-147
- 23. März 2010: Patient Protection and Affordable Care Act, Pub.L. 111-148
- 30. März 2010: Health Care and Education Reconciliation Act samt  dem Student Aid and Fiscal Responsibility Act, Pub.L. 111-152
- 5. Mai 2010: Caregivers and Veterans Omnibus Health Services Act of 2010, Pub.L. 111-163
- 1. Juli 2010: Comprehensive Iran Sanctions, Accountability, and Divestment Act of 2010, Pub.L. 111-195
- 21. Juli 2010: Dodd-Frank Wall Street Reform and Consumer Protection Act, Pub.L. 111-203

## Zusammensetzung nach Parteien

### Senat

Sitzverteilung im Senat
(Stand: 20. Juli 2010)
57 Demokraten
2 Unabhängige, den Demokraten nahestehend
41 Republikaner

| Partei | Partei                 | Senatoren |
| ------ | ---------------------- | --------- |
|        | Demokratische Partei   | 59        |
|        | Republikanische Partei | 41        |
| Summe  | Summe                  | 100       |

### Repräsentantenhaus
| Partei | Partei                 | Abgeordnete | Stimmenanteil | Delegierte und Resident Commissioner |
| ------ | ---------------------- | ----------- | ------------- | ------------------------------------ |
|        | Demokratische Partei   | 257         | 59,1 %        |                                      |
|        | Republikanische Partei | 178         | 40,9 %        | 0                                    |
|        | Unabhängige/sonstige   | -           | -             | 2                                    |
|        | Offen                  | 0           |               |                                      |
| Summe  | Summe                  | 435         |               | 6                                    |

## Amtsträger

### Senat
Durch den Sieg Barack Obamas bei der Präsidentschaftswahl 2008 wurde sein Vize Joseph Biden Präsident des Senats. Nach dem Tod von Robert Byrd im Juni 2010 erhielt der hawaiianische Senator Daniel Inouye das Amt des Präsidenten pro tempore.
| Amt | Amt                   | Name          | Partei               | Bundesstaat | Seit |
| --- | --------------------- | ------------- | -------------------- | ----------- | ---- |
|     | Präsident des Senats  | Joe Biden     | Demokratische Partei | Delaware    | 2009 |
|     | Präsident pro tempore | Daniel Inouye | Demokratische Partei | Hawaii      | 2010 |

#### Führung der Mehrheitspartei
| Amt | Amt             | Name        | Bundesstaat | Seit                                 |
| --- | --------------- | ----------- | ----------- | ------------------------------------ |
|     | Mehrheitsführer | Harry Reid  | Nevada      | 2007 (Demokratenführer seit 2005)    |
|     | Mehrheitswhip   | Dick Durbin | Illinois    | 2007 (Whip der Demokraten seit 2005) |

#### Führung der Minderheitspartei
| Amt | Amt               | Name            | Bundesstaat | Seit |
| --- | ----------------- | --------------- | ----------- | ---- |
|     | Minderheitsführer | Mitch McConnell | Kentucky    | 2007 |
|     | Minderheitswhip   | Jon Kyl         | Arizona     | 2007 |

### Repräsentantenhaus
| Amt | Amt                               | Name         | Wahlkreis      | Seit |
| --- | --------------------------------- | ------------ | -------------- | ---- |
|     | Sprecher des Repräsentantenhauses | Nancy Pelosi | Kalifornien-8. | 2007 |

#### Führung der Mehrheitspartei
| Amt | Amt             | Name        | Wahlkreis        | Seit |
| --- | --------------- | ----------- | ---------------- | ---- |
|     | Mehrheitsführer | Steny Hoyer | Maryland-5       | 2007 |
|     | Mehrheitswhip   | Jim Clyburn | South Carolina-6 | 2007 |

#### Führung der Minderheitspartei
| Amt | Amt               | Name         | Wahlkreis  | Seit                              |
| --- | ----------------- | ------------ | ---------- | --------------------------------- |
|     | Minderheitsführer | John Boehner | Ohio-8     | 2007 (Fraktionsführung seit 2006) |
|     | Minderheitswhip   | Eric Cantor  | Virginia-7 | 2008                              |